# Дегтярьова Наталія Михайлівна
Наталія Михайлівна Дегтярьова (нар. 1975 року) — українська фінансистка, аудиторка, голова департаменту банківського нагляду Національного банку України. Є учасницею низки скандалів стосовно лобіювання роботи російських банків в Україні та букмекера 1xbet. Обіймаючи посаду голови департаменту банківського нагляду НБУ, протягом 2021 року Дегтярьова 30 разів змінювала декларацію про доходи та задекларувала суму прибутків у розмірі понад двох мільйонів гривень, частина з яких отримана через офшорну діяльність.

## Життєпис
Наталія Дегтярьова народилася в 1975 році.
У 1996 році закінчила Тернопільську академію народного господарства за спеціальністю «економіст».
З 1996 по 1999 роки працювала економістом у відділі банківського нагляду Хмельницького регіонального управління НБУ.
У період 1999–2004 років працювала в приватних компаніях на посадах голови служби внутрішнього аудиту, керівника кредитного департаменту.
З 2004 по 2007 рік Наталія Дегтярьова очолює посаду голови служби внутрішнього аудиту ПрАТ «Агрокомбанку» та ПрАТ «Креді Агріколь Банк».
З 2007 по 2009 — працювала внутрішнім аудитором «Каліон банку Україна».
У період з 2009 по 2016 рік виконує обов’язки начальниці управління внутрішнього контролю, проєктної менеджерки операційного департаменту дирекції з інформаційних технологій та операційної діяльності, а також працювала директоркою департаменту внутрішнього аудиту ПАТ «Промінвестбанк», була керівником департаменту.
З 2016 року працює в Національному банку України, посада — директор департаменту банківського нагляду.

## Скандал із призначенням на посаду в НБУ
На час призначення Наталії Дегтярьової на посаду директорки департаменту банківського нагляду вона працювала в «Промінвестбанк»,  який на той час перебував під правлінням російського банку «Внешекономбанку». Саме тоді головою правління був Володимир Путін, який пізніше особисто призначав керівників фінансової установи.
У 2016 році «Промінвестбанк» потрапив під санкції РНБО. Тоді ж Наталія Дегтярьова з посади керівника департаменту внутрішнього аудиту санкційного банку пішла на посаду директора департаменту банківського нагляду НБУ. Зі слів експертів фінансової галузі, Дегтярьова до цього не мала досвіду роботу у Національному банку України.

## Підтримка російських компаній
Наталію Дегтярьову підозрюють у сприянні роботи російських структур в Україні. На це звернули увагу експерти-економісти Борис Кушнірук та Сергій Лямець. Вони зауважили, що за час роботи Дегтярьової в НБУ жодна російська фінансова структура не була закрита.
Наприклад, у 2018 році Наталя Дегтярьова лобіювала інтереси менеджменту «Альфа-Банку», що належить близьким Володимиру Путіну російським олігархам Михайлу Фрідману і Петру Авену. Весною того року НБУ за одні й ті самі порушення наклав штраф на «Укрсоцбанк», який тоді поглинув «Альфа-Банк» та ТАСкомбанк. Голову правління ТАС Катерину Мелеш національний регулятор звільнив за порушення, а її колегу з «Альфи» Вікторію Михальо – ні.
З початку 2022 року з «Альфа-банку» вийшло 65% коштів корпоративних клієнтів та приблизно 25% коштів фізосіб. Тільки упродовж жовтня того ж року, коли розмови про націоналізацію поновилися, відтік прискорився з 4 до 7 млрд грн на місяць. У грудні, Національний банк України заявив, що не бачить ознак неплатоспроможності «Сенс Банку» (колишній Альфа), тому не бачить причин для його націоналізації.
Вже у 2023 році, відділ Дегтярьової оштрафував «Сенс Банк» за порушення у сфері фінмоніторингу на 47,7 млн грн. Але при цьому жодних санкцій до менеджменту банку, хоча б до їхнього глави фінмоніторингу, чи до обмежень в роботі не було.
Також Наталію Дегтярьову звинувачують в тому, що вона працює на користь букмекера 1xBet, який фінансує російську армію. Відомо, що ця компанія офіційно перераховувала 1% від прибутку на «допомогу російським героям, пораненим під час участі у СВО на території України».
Наприкінці січня 2023 року політичний експерт та громадський діяч Назар Приходько написав заяву в СБУ щодо проросійської діяльності Наталії Дегтярової на посаді голови департаменту фінансового моніторингу НБУ.

## Скандал із декларацією
У 2021 році Наталія Дегтярьова, обіймаючи посаду голови департаменту банківського нагляду НБУ, задекларувала суму прибутків у розмірі понад двох мільйонів гривень, частина з яких отримана від фінансових операцій із офшорною кіпрською компанією.
Також за цей рік Дегтярьова змінювала свою податкову декларацію 30 разів, а лише упродовж одного місяця фінансистка фіксувала збільшення своїх доходів тричі.